# Uesslingen-Buch
Uesslingen-Buch é uma comuna da Suíça, no Cantão Turgóvia, com cerca de 1.058 habitantes. Estende-se por uma área de 14,02 km², de densidade populacional de 75 hab/km². Confina com as seguintes comunas: Altikon (ZH), Ellikon an der Thur (ZH), Frauenfeld, Hüttwilen, Neunforn, Warth-Weiningen.
A língua oficial nesta comuna é o Alemão.